# Lil Boat
Lil Boat è un mixtape del rapper statunitense Lil Yachty, pubblicato il 9 marzo 2016 dalla Capitol Records, dalla Motown e da Quality Control.

## Antefatto
Yachty è apparso per la prima volta nel dicembre 2015 quando la versione di SoundCloud della sua canzone "One Night" è stata utilizzata in un video virale comico. Nel febbraio 2016, Yachty ha debuttato come modello nella linea di moda Yeezy Season 3 di Kanye West al Madison Square Garden.
La copertina è stata disegnata da Mihailo Andic, usando immagini stock e alcune immagini ottenute da Tumblr.

## Critica
Complex ha classificato il mixtape al numero 31 nella sua lista "I migliori album del 2016". Il critico Edwin Ortiz ha scritto su Lil Yachty: "ha ritagliato la propria strada con il suo mixtape di debutto".
Uproxx ha classificato l'album al numero 19 del suo "Best Rap Albums del 2016", commentando che "Yachty usa Auto-Tune per lucidare e sfocare i suoi istinti tristi, vendicativi e romantici, guidando attraverso le acque mosse dell'adolescenza con lo stesso egoismo con gli occhi spalancati e la meraviglia di qualsiasi adolescente in America".

## Tracce
1. Intro / Just Keep Swimming – 4:12
2. Wanna Be Us (feat. TheGoodPerry) – 2:52
3. Minnesota (feat. Quavo, Young Thug e Skippa da Flippa) – 4:28
4. Not My Bro – 2:24
5. Interlude – 1:20
6. Good Day (3:18) – 3:07
7. Up Next 2 (feat. Big Brutha Chubba e Byou) – 2:58
8. Run / Running – 5:20
9. Never Switch Up – 2:42
10. One Night – 4:03
11. Out Late – 2:40
12. Fucked Over – 2:55
13. I'm Sorry (feat. TheGoodPerry) – 3:13
14. We Did It (Positivity Song) – 3:27